# Кхемаракпхуминвиль
Кхемаракпхуминвиль, Кхемаракпхунинвиль (ранее — Кахко́нг) (кхмер. ក្រុងកោះកុង) — город в юго-западной части Камбоджи. Административный центр провинции Кахконг.

## География
Абсолютная высота — 2 метра над уровнем моря. Расположен на берегу Сиамского залива, в 10 км от границы с Таиландом, вблизи юго-западной оконечности гор Кравань.

## Население
По данным на 2013 год численность населения составляет 33 591 человек.
Динамика численности населения города по годам:
| 2008   | 2013   |
| ------ | ------ |
| 36 053 | 33 591 |

## Транспорт
Шоссе № 48 протяжённостью 138 км связывает Кхемаракпхуминвиль с городком Сраеамбель на востоке провинции. От Сраеамбеля до Пномпеня можно добраться по национальному шоссе № 4, протяжённость данного участка — 133 км. Транспортное сообщение с городом значительно улучшилось в последнее время после строительства нескольких мостов. Ранее Кахконг был практически полностью изолирован, а транспортное сообщение осуществлялось главным образом по воде и воздуху. После строительства моста Кахконг в 2002 году наладилось сообщение с пропускным пунктом на тайской границе. Протяжённость данного моста — 1900 м, что делает его самым длинным мостом в Камбодже; стоимость моста — 7,2 млн долларов. Протяжённость дороги до Бангкока составляет около 460 км.

## Окружающая среда
Из-за удалённости города и его близости к таиландской границе, Кхемаракпхуминвиль стал центром активной контрабандной торговли дикими животными. Мясо диких животных можно купить на местных рынках и в местных ресторанах, тогда как кости, шкуры и другие части животных обычно переправляются торговцами в Таиланд. Некоторые подобные трофеи можно приобрести в соседней тайской провинции Трат. Кроме того, в районе города широко распространены нелегальные вырубки леса.